# Flyff
Flyff è un MMORPG di origine coreana.
L'acronimo "Flyff" significa Fly For Fun, ovvero "Vola Per Divertirti".
Questo perché in gioco, una volta raggiunto il ventesimo livello, è possibile volare per il mondo di gioco utilizzando scope, tavole e altri mezzi.
Flyff è un videogioco di ruolo online, ovvero un gioco in cui con un eroe si intraprende una storia che porta all'avanzamento di livello dell'eroe.

## Le Classi
All'inizio del gioco l'eroe avrà come lavoro predefinito quello del "Viandante". Una volta arrivati al livello 15 si potrà scegliere tra quattro differenti classi.
Una volta cambiato mestiere, si otterranno diversi oggetti, tra i quali Actvition, Bull Hamstern, Re-Skill (Event) e, a seconda della classe scelta, Refresher Hold oppure Vitl Drink X. Una volta cambiato lavoro, verranno automaticamente azzerati i punti Status, e potranno essere ripristinati a piacere, a seconda della classe scelta.

### Assist (Assistente)
Personaggio in grado di curare e potenziare gli altri tramite incantesimi lanciati da un bastone magico(stick) e di combattere i nemici con un tirapugni(knunkle) capace di attacchi sia contro singoli sia ad area d'effetto (attacco AoE). Oltre alle abilità di potenziamento (Heap Up,Cannonball, Mental Sign ecc.), l'Assistente può utilizzare anche abilità di cura intensiva (Circle Healing e Prevention) e una capace di resuscitare; oppure, se preferisce combattere corpo a corpo contro i mostri, potenziare le abilità di attacco (Straight Punch, Burst Crack [AOE] e Power Fist).

### Magician (Mago)
Il Mago è in grado di attaccare a distanza usando potenti magie. Per attaccare può usare due tipi di armi: la Staffa o lo Scettro. La Staffa è un'arma a 2 mani, usata per gli attacchi corpo a corpo, mentre lo Scettro è a una mano, si usa per gli attacchi da lontano (sempre magici, il che premette che il bersaglio non possa mai essere mancato) ed è in grado di potenziare la potenza di lancio tenendo premuto il pulsante sinistro del mouse. Le abilità dei Maghi si concentrano soprattutto sull'individuazione della debolezza avversaria (parlando di elementi), perciò devono sempre capire quali incantesimi usare.
C'è da tenere presente che: fuoco batte aria; aria batte terra; terra batte fulmine; fulmine batte acqua; acqua batte fuoco. (fuoco-->aria-->terra-->fulmine-->acqua-->fuoco).

### Acrobat (Acrobata)
L'Acrobata è un personaggio in grado di attaccare a distanza usando un Arco o due grandi Yo-yo. A partire da un certo livello l'Acrobata può diventare invisibile e attaccare all'insaputa del nemico. Si avvale di diverse skill per sconfiggere il nemico in pochi colpi, in modo da non rischare di essere scoperto e attaccato. Grazie all'abilità di "Master" può potenziare i danni inflitti con uno dei due tipi di arma. Inoltre possiede una particolare abilità, chiamata "Fastwalker",che gli permette, per pochissimi secondi, di aumentare drasticamente la velocità di corsa.

### Mercenary (Mercenario)
Il Mercenario è in grado di attaccare solo corpo a corpo. Per attaccare si avvale di 2 possibili armi: la Spada o l'Ascia. La Spada si avvale di attacchi molto veloci e con un danno ristretto, mentre con l'Ascia i colpi sono più lenti ma più potenti. Sia Spada che Ascia sono armi a una mano e quindi consentono al mercenario di tenere uno scudo. Si avvale di diverse skill per potenziare la difesa o la potenza dell'arma. Possiede anche una particolare abilità che impedisce ai mostri o agli avversari di muoversi per un periodo di tempo limitato, a seconda del ivello dell'abilità.

## Le seconde classi (Second Job)

Personaggio femminile di Jester.

A partire dal livello 60 i personaggi possono scegliere un 2nd job, ovvero un secondo lavoro/classe:
- Gli Assist possono diventare Billposter o Ringmaster,
- I Magician possono diventare Psykeeper o Elementor,
- Gli Acrobat possono diventare Jester o Ranger,
- I Mercenary possono diventare Knight o Blade.

### Le seconde classi dell'Assist
- I Billposter sono quegli assist che hanno scelto la via dell'uccisione dei mostri. Colpiscono i mostri con un grosso tirapugni chiamato knuckle e possono essere equipaggiati con uno scudo.
- Il RingMaster è il job più richiesto nel gioco ed usa i potenziamenti(buff). Non possiede la potenza dei billposter, perciò non è molto indicato per il combattimento, se non ad alti livelli, grazie agli AoE,in più potrà "sbloccare" altri buff, come Spirit Fortune.....

### Le seconde classi del Magician
- Gli Psykeeper oltre a fluttuare nell'aria usano la magia nera con effetti molto potenti in grado di uccidere in pochi secondi un mostro di molti livelli sopra, questo job usa magie non elementali, inoltre raggiunto il livello 65 può usare una skill in grado di bloccare il mostro, impedendogli di camminare. lo Psykeeper usa la wand e può usare uno scudo.
- L'Elementor è considerato da alcuni una macchina da guerra negli AoE(Area Of Effect), l'Elementor usa una staff, ed usa le magie Elementali avanzate e più forti.

### Le seconde classi dell'Acrobat
- Il Jester è un master di velocità. Conta su una resistenza superiore, su velocità e su un tocco di magia nera per sconfiggere i nemici. Inoltre ha un'alta percentuale di colpi critici. La sua arma principale è lo yoyo ma spesso usa anche l'arco (bow) prendendo il nome di bow jester.
- Il Ranger è un esperto del multi combattimento, con un livello di velocità e precisione ineguagliate dalla maggior parte delle altre classi. La punta del loro arco è complementato da un tocco di magia elementale che può essere incantato con le loro frecce.

### Le seconde classi del Mercenary
- I Blade sono dei mercenari che utilizzano o 2 spade o 2 asce e non supportano uno scudo, hanno skill per potenziare le statistiche e ci sono 2 tipi di blade: il blade DEX based(per la velocità d'attacco e per fare molti colpi critici, spesso si dedicano agli AoE, dato che avendo molta destrezza i mostri molto spesso "misseranno") e i STR based(per la forza in modo da uccidere in poco tempo i mostri).
- I Knight usano o uno spadone o un'ascia lunga, questo job è molto lento ma utilizzando le skill di attacco possono essere molto forti. È per questo motivo che i mercenary volenterosi di diventare Knight devono potenziare in maniera evidente la DEX. L'arma più indicata per la build (tipo) 1vs1 è la sword mentre per l'AoE è meglio usare l'axe. I Knight al livello 65 imparano le mosse AoE(Area Of Effect) e così possono avanzare di livello in fretta.

## Party
Il party è un gruppo di player (giocatori) che vogliono condividere la loro esperienza e oggetti presi in combattimento, il party può essere normale o avanzato:

### Party normale
Ha un minimo di 2 giocatori ed un massimo di 8 giocatori. Solamente il leader (capo) del party può invitare i giocatori ad entrare nel party. Man mano che si combatte il party guadagna esperienza salendo di livello. Una volta arrivato al livello 10 il party non prenderà più punti esperienza finché il leader non lo cambierà in un party advanced(di livello avanzato).

### Party avanzato
Un party diventerà avanzato raggiungendo il livello 10, il leader (capo) potrà rinominare il nome del party, che sarà composto da un massimo di otto giocatori ed incomincerà ad avere le skill.
se il party sarà fillato dal leader (to fill = riempire) e sarà settato su contributic ((in alto a destra della finestra di opzioni del party c'è la possibilità di modificare la divisione dell'exp, in pratica si può decidere se dividerla in base al livello dei 2 personaggi (il personaggio di livello + basso prenderà + esperienza) o in base al danno che infliggono mentre expano (expare = prendere esperienza uccidendo i vari mostri) (colui che infligge + danni riceverà + esperienza) )) si riceverà un bonus di esperienza.

### Le impostazioni del Party
EXP
- Level: il giocatore al livello più basso riceve più esperienza mentre quello al livello più alto riceve però meno esperienza di quando è da solo.
- Contribution: quello che uccide i mostri prende più esperienza del "leecher". Se il leecher comunque non è vicino di livello al personaggio che uccide prende comunque più esperienza di lui.

DISTRIBUTE ITEM
- Individually: l'oggetto va al giocatore che lo ha preso
- Sequentially: l'oggetto viene distribuito in sequenza (es. 1° oggetto-->giocatore 1, 2°oggetto-->giocatore 2, 3° oggetto-->giocatore 3 ecc. ecc..)
- Manually: l'oggetto andrà al party leader (il capo del party)
- Randomly: l'oggetto andrà ad un giocatore a caso del party

### Skill
- Call: chiama i giocatori del party.
- Blitz: indica il nemico da attaccare ai membri del party.
- Retreat: ordina la ritirata.
- Linked Critical: aumenta la Critical Rate (possibilità di attacchi critici) contro l'obiettivo precedentemente selezionato.
- Linked Attack: aumenta la Attack Rate (possibilità di attacco) del leader e dei membri del party, se attaccano il medesimo nemico.
- Fortunate Drop: aumenta la percentuale di drop di oggetti rari dai nemici.
- Stretching: aumenta il recupero dei hp, mp e fp del 1,5%. Se il party leader è un assist aumenta del 1.8 il recupero stando seduti.
- Gift Box: Raddoppia la quantità di alcuni oggetti droppati.

## Private Shop
Il private shop è il negozio che tutti i giocatori possono fare, per creare un Private Shop bisogna cliccare su START in basso a sinistra nella schermate del gioco e selezionare Private shop, vi si aprirà una schermata dove inserire il nome dello shop e gli oggetti. Per aggiungere degli oggetti basta trascinarli dall'inventario allo shop ed inserire il prezzo.
Da qualche tempo a questa parte è possibile aprirlo solamente in una determinata zona, denominata Market Town. Vi si può accedere da Flaris, tra la banca e il venditore di armi (più vicino alla banca, prima del vicolo), l'npc si chiama Transfer Market Town.

## Drop
I drop sono oggetti che cadono dai mostri uccisi. Questi oggetti possono essere di tutti i tipi: quest items, equipments, weapons, soldi(obbligatoriamente) e cibo refreshers, vitaldrinks. Più mostri uccidi alla volta più drop potresti trovare o addirittura pochi drop ma molto rari. Un tipo speciale di drop sono invece i quest items, oggetti richiesti nella maggior parte delle missioni: ogni tipo di mostro lascia cadere un tipo di quest item, ma tutti vengono visualizzati al di fuori dell'inventario come dei scrigni viola con bordi gialli.

## Pet
I pet possono essere divisi in due grandi categorie:
- Molto raramente può darsi che droppi dai mostri(dal 20 in su, più è alto il livello più è alta la probabilità) un uovo. Dando esperienza all'uovo aumenta la probabilità di schiudersi. Per aumentare questa probabilità bisogna nutrire l'egg col pet feed, ottenuto portando quest items al Pet tamer che li trasformerà in più o meno pet feed in base al livello del mostro da cui derivano i quest items. Arrivati al 99.99% di esperienza, bisogna portare l'egg dal pet tamer che lo trasformerà in un pet di livello D.I livelli, in crescendo, sono: D,C,B,A,S.Passando di livello in livello il pet cambia d'aspetto. I pet possono essere di vari tipi: leoni, tigri, conigli ma anche grifoni, draghi, unicorni...tutti sono molto utili in battaglia, ma ognuno ha un proprio effetto particolare. I pet guadagnano esperienza stando liberi, perdono esperienza quando vengono ritirati. La quantità di esperienza che guadagnano cambia in base al livello. I pet hanno una vita, per ricaricarla si usa lo stesso pet feed usato per le uova. Un pet quindi può morire, ma a differenza del personaggio proprio ha una quantità limitata di vite: 2.Esiste però un metodo per cui il Pet tamer resusciti il pet (solo se il pet è livello B o superiore) grazie ad un oggetto acquistabile dal cash shop. Pet e uova sono scambiabili e vendibili.
- Alcuni tipi di pet non combattono in battaglia, ma servono a raccogliere gli item. Possono essere ottenuti pagando una certa somma al Cash shop o dai private shop di altri giocatori. Tramite cash shop questi pet ora possono avere dei "buchi", dove si possono mettere dei "beads" (palline droppabili dai mob di colore blu (da 1 ora), e nel cash shop di colore verde/rossa (3days/7days, e nel cash shop ce ne sono anche di permanenti). I massimi slot disponibili sono 9, per fare 2 buchi (e quindi averlo 0/2, bisogna usare il Pick-Up pet Upgrade, per il resto dei buchi da usare la Bead Slot Key, una per buco. Non falliscono mai).